# 46. Infanterie-Division
46. Infanterie-Division var ett tyskt infanteriförband under andra världskriget. Förbandet omorganiserades 1945  till 46. Volksgrenadier-Division.

## Befälhavare
- Generalleutnant Paul von Hase (1 sep 1939 - 24 juli 1940)
- Generalleutnant Karl Kriebel (24 juli 1940 - 17 sep 1941)
- Generalleutnant Kurt Himer (17 sep 1941 - 26 mar 1942)
- Generalleutnant Ernst Haccius (5 apr 1942 - 7 feb 1943)
- Generalleutnant Arthur Hauffe (7 feb 1943 - 13 feb 1943)
- Oberst Karl von le Suire (13 feb 1943 - 1 maj 1943)
- Generalmajor Kurt Röpke (1 maj 1943 - 10 juli 1944)
- Oberst Curt Ewrigmann (10 juli 1944 - 26 aug 1944)
- Generalmajor Erich Reuter (26 aug 1944 - ? mar 1945)

## Organisation
- 42. infanteriregementet
- 72. infanteriregementet infanteriregementet
- 97. infanteriregementet
- 115. artilleriregementet
- 52. pansarvärnsbataljonen (mot)
- 46. spaningsbataljonen
- 46. fältreservbataljonen
- 46. signalbataljonen
- 88. pionjärbataljonen
- träng- och tygförband